# Fotbollsallsvenskan 2013
Fotbollsallsvenskan 2013 var den 89:e säsongen av Allsvenskan sedan den startade 1924, och var Sveriges högsta division i herrfotboll 2013. Spelschemat för säsongen meddelades den 14 december 2012. Den första matchen spelades den 31 mars och den avslutande matchen spelades den 3 november. Malmö FF blev Svenska mästare.
Nykomlingar för året var Östers IF (senaste säsongen i Allsvenskan var 2006), IF Brommapojkarna (senaste säsongen i Allsvenskan var 2010) och Halmstads BK (senaste säsongen i Allsvenskan var 2011).

## Upptaktsträff
Den årliga Allsvenska upptaktsträffen hölls den 25 mars 2013 i Stockholm. Tränare och utvalda spelare i varje lag intervjuades och utfrågades hur de trodde säsongen skulle sluta av värdarna Petter Johansson (numera Barrling) och Jens Fjellström. Hans Backe fungerade som kommentator och analyserade lagens svar och förväntningar på säsongen. Enbart Malmö FF:s tränare Rikard Norling höll sitt eget lag som favorit att vinna titeln. Åtta av de sexton tillfrågade tränarna trodde på IF Elfsborg som titelvinnare. Resterande tränare trodde att AIK Fotboll (3 röster), Malmö FF (2 röster), IFK Göteborg (2 röster) eller BK Häcken (1 röst) skulle vinna titeln. När alla de närvarande skulle rösta på vilket lag de trodde skulle vinna titeln, så fick IF Elfsborg 29,7% av rösterna, Malmö FF fick 22,4% och AIK 14,5% av rösterna. Syrianska FC fick 33,4% av rösterna och IF Brommapojkarna 30,1% av rösterna när de närvarande tillfrågades vilka de trodde skulle åka ur ligan.

## Lagen
Totalt deltog 16 lag i ligan 2013. 13 av dessa lag deltog även säsongen 2012 och resterande lag blev uppflyttade efter spel i Superettan 2012. Åtvidabergs FF var det enda av de två lag som flyttades upp säsongen 2012 som lyckades stanna kvar i den högsta serien.
Örebro SK och GAIS var lagen som flyttades ner efter spel i ligan 2012 efter att ha slutat sist respektive näst sist i ligan. Lagen ersattes av vinnarna av Superettan 2012, Östers IF och tvåan, IF Brommapojkarna. Öster spelade senast i Allsvenskan 2006 och har därefter spelat sex säsonger i lägre divisioner. Säsongen 2013 kom att vara Brommapojkarnas fjärde säsong i den Allsvenskan; lagets senaste säsong i Allsvenskan var 2010. Det här var första gången som Brommapojkarna kvalificerade sig för spel i Allsvenskan utan spel i kvalet. 
GIF Sundsvall som slutade på en 14:e placering i Allsvenskan 2012 förlorade sin plats i ligan till det lag som slutade på en tredje placering i Superettan 2012, Halmstads BK. Det sammanlagda resultatet blev 6–4 i Halmstads BK:s favör. Det var första gången ett lag från Superettan slog ett lag från Allsvenskan i ett kval sedan säsongen 2008 och fjärde gången detta skett sedan introduceringen av kvalspelet skedde säsongen 2000. Halmstad spelade senast i Allsvenskan säsongen 2011. 

### Arenor
| Lag               | Ort         | Arena                                       | Underlag1 | Publikkapacitet1 |
| ----------------- | ----------- | ------------------------------------------- | --------- | ---------------- |
| AIK               | Stockholm   | Friends Arena                               | Gräs      | 50 000           |
| BK Häcken         | Göteborg    | Rambergsvallen                              | Gräs      | 6 000            |
| Djurgårdens IF    | Stockholm   | Stockholms Stadion (Fram till 30 juni 2013) | Gräs      | 14 700           |
| Djurgårdens IF    | Stockholm   | Tele2 Arena (Från och med 21 juli 2013)     | Konstgräs | 30 000           |
| Gefle IF          | Gävle       | Strömvallen                                 | Konstgräs | 6 711            |
| Halmstads BK      | Halmstad    | Örjans Vall                                 | Gräs      | 15 500           |
| Helsingborgs IF   | Helsingborg | Olympia                                     | Gräs      | 16 500           |
| IF Brommapojkarna | Stockholm   | Grimsta IP                                  | Konstgräs | 8 000            |
| IF Elfsborg       | Borås       | Borås Arena                                 | Konstgräs | 16 899           |
| IFK Göteborg      | Göteborg    | Gamla Ullevi                                | Gräs      | 18 416           |
| IFK Norrköping    | Norrköping  | Nya Parken                                  | Konstgräs | 17 234           |
| Kalmar FF         | Kalmar      | Guldfågeln Arena                            | Gräs      | 12 000           |
| Malmö FF          | Malmö       | Swedbank Stadion                            | Gräs      | 24 000           |
| Mjällby AIF       | Hällevik    | Strandvallen                                | Gräs      | 7 000            |
| Syrianska FC      | Södertälje  | Södertälje Fotbollsarena                    | Konstgräs | 6 400            |
| Åtvidabergs FF    | Åtvidaberg  | Kopparvallen                                | Konstgräs | 8 300            |
| Östers IF         | Växjö       | Myresjöhus Arena                            | Gräs      | 12 000           |

1 Enligt varje klubbinfosida på Svenska Fotbollförbundets webbplats för Allsvenskan

### Klubbinformation
| Lag               | Huvudtränare1      | Lagkapten           | Ställ-tillverkare | Tröjsponsor              |
| ----------------- | ------------------ | ------------------- | ----------------- | ------------------------ |
| AIK               | Andreas Alm        | Nils-Eric Johansson | Adidas            | Åbro                     |
| BK Häcken         | Peter Gerhardsson  | Mohammed Ali Khan   | Nike              | BRA Bygg                 |
| Djurgårdens IF    | Per Mathias Høgmo  | Joel Riddez         | Adidas            | Djurgårdsandan           |
| Gefle IF          | Per Olsson         | Daniel Bernhardsson | Umbro             | Sandvik AB               |
| Halmstads BK      | Jens Gustafsson    | Stefan Selakovic    | Puma              | Flera                    |
| Helsingborgs IF   | Roar Hansen        | Pär Hansson         | Puma              | Resurs Bank              |
| IF Brommapojkarna | Roberth Björknesjö | Pontus Segerström   | Adidas            | Flera                    |
| IF Elfsborg       | Klas Ingesson      | Anders Svensson     | Umbro             | Flera                    |
| IFK Göteborg      | Mikael Stahre      | Tobias Hysén        | Adidas            | Prioritet Finans         |
| IFK Norrköping    | Jan Andersson      | Mathias Florén      | Puma              | Holmen                   |
| Kalmar FF         | Nanne Bergstrand   | Henrik Rydström     | Puma              | Småländska Hjältevadshus |
| Malmö FF          | Rikard Norling     | Jiloan Hamad        | Puma              | Rörläggaren              |
| Mjällby AIF       | Lars Jacobsson     | Marcus Ekenberg     | Umbro             | Flera                    |
| Syrianska FC      | Özcan Melkemichel2 | Suleyman Sleyman    | Nike              | Telge Energi             |
| Åtvidabergs FF    | Peter Swärdh       | Henrik Gustavsson   | Uhlsport          | Flera                    |
| Östers IF         | Andreas Thomsson   | Denis Velić         | Puma              | Flera                    |

- 1 Enligt varje klubbinfosida på Svenska Fotbollförbundets webbplats för Allsvenskan [7]
- 2  Syrianska FC:s Özcan Melkemichel hade titeln Manager medan Klebér Saarenpää hade titeln Tränare, laguttagning sköttes av Melkemichel[8]

### Tränarbyten
| Lag             | Lämnande tränare   | Anledning                                                   | Datum (ut)             | Tabell              | Ny tränare         | Datum (in)        |
| --------------- | ------------------ | ----------------------------------------------------------- | ---------------------- | ------------------- | ------------------ | ----------------- |
| Helsingborgs IF | Åge Hareide        | Kontraktsslut                                               | 4 november 2012        | Försäsong           | Roar Hansen        | 3 december 2012   |
| Åtvidabergs FF  | Andreas Thomsson   | Kontraktsslut; anslöt med Östers IF                         | 4 november 2012        | Försäsong           | Peter Swärdh       | 9 november 2012   |
| Mjällby AIF     | Peter Swärdh       | Skrev kontrakt med Åtvidabergs FF                           | 5 november 2012        | Försäsong           | Anders Torstensson | 7 december 2012   |
| Östers IF       | Roar Hansen        | Skrev kontrakt med Helsingborgs IF                          | 3 december 2012        | Försäsong           | Andreas Thomsson   | 3 december 2012   |
| Djurgårdens IF  | Magnus Pehrsson    | Avgick                                                      | 26 april 2013          | 16                  | Per Mathias Høgmo  | 15 maj 2013       |
| IF Elfsborg     | Jörgen Lennartsson | Avskedad                                                    | 30 september 2013      | 6                   | Klas Ingesson      | 30 september 2013 |
| Mjällby AIF     | Anders Torstensson | Avgick                                                      | 16 oktober 2013        | 11                  | Lars Jacobsson     | 16 oktober 2013   |
| Kalmar FF       | Nanne Bergstrand   | Kontraktsslut; blev ny huvudtränare för Hammarby            | november 2013          | 4 (efter säsong)    | Hans Eklund        | 1 januari 2014    |
| Djurgårdens IF  | Per Mathias Høgmo  | Kontraktsslut; blev ny förbundskapten för Norge             | november 2013          | 7 (efter säsong)    | Pelle Olsson       | 1 januari 2014    |
| Malmö FF        | Rikard Norling     | Sade upp sig: blev ny huvudtränare för SK Brann             | 27 november 2013       | 1 (efter säsong)    |                    |                   |
| Syrianska FC    | Özcan Melkemichel  | Slutar                                                      | 30 november 2013       | 16 (efter säsong)   |                    |                   |
| Brommapojkarna  | Roberth Björknesjö | "Lämnar BP"                                                 | november/december 2013 | 13 (efter säsong)   | Stefan Billborn    | december 2013     |
| Gefle           | Per Olsson         | Lämnar Gefle. Skrev kontrakt för ny tränare för Djurgården. | 21 november 2013       | "11 (efter säsong)" | Roger Sandberg     | 1 januari 2014    |

## Tabeller

### Poängtabell
| Nr | Lag                   | S  | V  | O  | F  | GM | IM | MS  | P  |
| -- | --------------------- | -- | -- | -- | -- | -- | -- | --- | -- |
| 1  | Malmö FF              | 30 | 19 | 6  | 5  | 56 | 30 | +26 | 63 |
| 2  | AIK                   | 30 | 17 | 7  | 6  | 54 | 32 | +22 | 58 |
| 3  | IFK Göteborg          | 30 | 16 | 6  | 8  | 49 | 31 | +18 | 54 |
| 4  | Kalmar FF             | 30 | 14 | 10 | 6  | 35 | 26 | +9  | 52 |
| 5  | Helsingborgs IF       | 30 | 14 | 7  | 9  | 61 | 41 | +20 | 49 |
| 6  | IF Elfsborg (RM)      | 30 | 12 | 10 | 8  | 49 | 34 | +15 | 46 |
| 7  | Djurgårdens IF        | 30 | 12 | 8  | 10 | 38 | 44 | −6  | 44 |
| 8  | Åtvidabergs FF        | 30 | 11 | 7  | 12 | 37 | 37 | 0   | 40 |
| 9  | IFK Norrköping        | 30 | 11 | 6  | 13 | 45 | 47 | −2  | 39 |
| 10 | BK Häcken             | 30 | 10 | 7  | 13 | 37 | 41 | −4  | 37 |
| 11 | Mjällby AIF           | 30 | 10 | 6  | 14 | 46 | 47 | −1  | 36 |
| 12 | Gefle IF              | 30 | 7  | 13 | 10 | 34 | 42 | −8  | 34 |
| 13 | IF Brommapojkarna (U) | 30 | 8  | 8  | 14 | 33 | 54 | −21 | 32 |
| 14 | Halmstads BK (U)      | 30 | 7  | 10 | 13 | 32 | 46 | −14 | 31 |
| 15 | Östers IF (U)         | 30 | 6  | 10 | 14 | 27 | 43 | −16 | 28 |
| 16 | Syrianska FC          | 30 | 3  | 5  | 22 | 26 | 64 | −38 | 14 |

#### Kvalspel
| K1    | 6 november 2013 | GIF Sundsvall | 1–1           | Halmstads BK    | Sundsvall | |
| 18:30 | 18:30           | Sliper 2′     | (1–0) Rapport | Baldvinsson 57′ | Arena: Norrporten Arena · Publik: 3 097 · Domare: Johan Hamlin (Bro) · Gult kort: Jón Guðni Fjóluson 20' (GIF) · | Arena: Norrporten Arena · Publik: 3 097 · Domare: Johan Hamlin (Bro) · Gult kort: Jón Guðni Fjóluson 20' (GIF) · |
| 18:30 | 18:30           |               |               |                 | Arena: Norrporten Arena · Publik: 3 097 · Domare: Johan Hamlin (Bro) · Gult kort: Jón Guðni Fjóluson 20' (GIF) · | Arena: Norrporten Arena · Publik: 3 097 · Domare: Johan Hamlin (Bro) · Gult kort: Jón Guðni Fjóluson 20' (GIF) · |
| 18:30 | 18:30           |               |               |                 | Arena: Norrporten Arena · Publik: 3 097 · Domare: Johan Hamlin (Bro) · Gult kort: Jón Guðni Fjóluson 20' (GIF) · | Arena: Norrporten Arena · Publik: 3 097 · Domare: Johan Hamlin (Bro) · Gult kort: Jón Guðni Fjóluson 20' (GIF) · |

| K2    | 10 november 2013 | Halmstads BK   | 2–1 (totalt 3–2) | GIF Sundsvall | Halmstad                                                          |                                                                   |
| 15:30 | 15:30            | Boman 53′, 57′ | (0–1) Rapport    | Dibba 14′     | Arena: Örjans Vall Publik: 5 135 Domare: Jonas Eriksson (Sigtuna) | Arena: Örjans Vall Publik: 5 135 Domare: Jonas Eriksson (Sigtuna) |
| 15:30 | 15:30            |                |                  |               | Arena: Örjans Vall Publik: 5 135 Domare: Jonas Eriksson (Sigtuna) | Arena: Örjans Vall Publik: 5 135 Domare: Jonas Eriksson (Sigtuna) |
| 15:30 | 15:30            |                |                  |               | Arena: Örjans Vall Publik: 5 135 Domare: Jonas Eriksson (Sigtuna) | Arena: Örjans Vall Publik: 5 135 Domare: Jonas Eriksson (Sigtuna) |

### Resultattabell
| Hemma \ Borta     | AIK | BKH | DIF | GIF | HBK | HIF | BP  | IFE | IFKG | IFKN | KFF | MFF | MAIF | SFC | ÅFF | ÖIF |
| AIK               | —   | 2–0 | 1–1 | 3–0 | 3–3 | 2–1 | 4–0 | 2–1 | 3–1  | 1–0  | 0–0 | 0–1 | 0–0  | 0–0 | 3–2 | 2–1 |
| BK Häcken         | 2–3 | —   | 4–0 | 2–2 | 1–3 | 3–2 | 1–0 | 0–1 | 0–3  | 1–0  | 0–1 | 2–0 | 2–0  | 4–0 | 0–2 | 0–2 |
| Djurgårdens IF    | 2–2 | 1–1 | —   | 1–1 | 1–0 | 2–1 | 1–1 | 1–2 | 2–1  | 1–2  | 1–0 | 3–2 | 0–3  | 0–1 | 2–0 | 2–0 |
| Gefle IF          | 1–2 | 0–0 | 1–1 | —   | 2–0 | 1–2 | 1–0 | 0–2 | 1–1  | 2–2  | 1–1 | 2–0 | 2–1  | 2–0 | 1–0 | 0–0 |
| Halmstads BK      | 1–0 | 0–2 | 1–4 | 2–2 | —   | 0–1 | 2–2 | 1–1 | 0–1  | 1–1  | 1–2 | 1–3 | 1–0  | 1–1 | 0–0 | 1–0 |
| Helsingborgs IF   | 1–2 | 5–0 | 3–0 | 5–1 | 4–2 | —   | 4–2 | 2–1 | 1–1  | 0–0  | 2–3 | 0–3 | 1–2  | 2–2 | 3–0 | 3–0 |
| IF Brommapojkarna | 0–6 | 1–0 | 3–0 | 4–1 | 1–1 | 0–2 | —   | 1–0 | 2–1  | 1–0  | 0–1 | 1–3 | 2–0  | 1–1 | 0–0 | 2–2 |
| IF Elfsborg       | 2–2 | 0–0 | 2–0 | 0–0 | 2–2 | 1–1 | 6–0 | —   | 0–0  | 4–1  | 1–0 | 0–2 | 2–1  | 5–1 | 0–1 | 2–4 |
| IFK Göteborg      | 3–1 | 3–1 | 0–0 | 3–1 | 1–0 | 2–4 | 2–0 | 3–1 | —    | 2–0  | 2–0 | 1–1 | 4–2  | 2–0 | 3–0 | 0–0 |
| IFK Norrköping    | 0–1 | 4–2 | 2–3 | 2–1 | 3–2 | 1–4 | 2–1 | 1–2 | 1–2  | —    | 0–1 | 0–2 | 3–2  | 6–1 | 2–1 | 1–1 |
| Kalmar FF         | 2–1 | 0–0 | 1–2 | 0–0 | 1–0 | 1–1 | 2–2 | 1–1 | 2–1  | 2–2  | —   | 1–4 | 2–1  | 1–0 | 0–0 | 3–1 |
| Malmö FF          | 1–0 | 1–3 | 0–2 | 3–1 | 1–1 | 1–1 | 2–1 | 2–1 | 3–1  | 1–1  | 1–0 | —   | 1–0  | 3–1 | 4–0 | 2–0 |
| Mjällby AIF       | 2–3 | 1–1 | 2–0 | 1–0 | 5–1 | 4–3 | 4–2 | 2–2 | 2–1  | 1–2  | 0–2 | 2–2 | —    | 4–1 | 0–1 | 1–1 |
| Syrianska FC      | 1–2 | 0–3 | 1–3 | 2–2 | 1–2 | 0–1 | 1–2 | 1–3 | 0–2  | 3–1  | 0–3 | 2–3 | 1–2  | —   | 4–1 | 0–1 |
| Åtvidabergs FF    | 1–0 | 2–2 | 5–1 | 1–1 | 0–1 | 3–0 | 4–1 | 1–1 | 1–2  | 1–3  | 0–0 | 1–3 | 3–0  | 1–0 | —   | 4–0 |
| Östers IF         | 2–3 | 2–0 | 1–1 | 1–4 | 0–1 | 1–1 | 0–0 | 1–3 | 2–0  | 0–2  | 1–2 | 1–1 | 1–1  | 1–0 | 0–1 | —   |

svenskfotboll.se (svenska)

## Säsongsstatistik
| Rank | Spelare                    | Klubb                          | Mål |
| ---- | -------------------------- | ------------------------------ | --- |
| 1    | Imad Khalili               | IFK Norrköping/Helsingborgs IF | 15  |
| 2    | Tobias Hysén               | IFK Göteborg                   | 14  |
| 2    | Kennedy Igboananike        | AIK                            | 14  |
| 4    | Moestafa El Kabir          | BK Häcken                      | 12  |
| 4    | Amadou Jawo                | Djurgårdens IF                 | 12  |
| 6    | Magnus Eriksson            | Malmö FF                       | 11  |
| 7    | Kristian Haynes            | Mjällby AIF                    | 10  |
| 7    | David Accam                | Helsingborgs IF                | 10  |
| 7    | Mauricio Albornoz          | IF Brommapojkarna              | 10  |
| 10   | Mattias Lindström          | Helsingborgs IF                | 9   |
| 10   | Imad Zatara                | Åtvidabergs FF                 | 9   |
| 10   | Mikael Boman               | Halmstads BK                   | 9   |
| 10   | Robin Söder                | IFK Göteborg                   | 9   |
| 10   | Pablo Piñones-Arce         | Östers IF                      | 9   |
| 10   | Gunnar Heidar Thorvaldsson | IFK Norrköping                 | 9   |
| 10   | Lasse Nilsson              | IF Elfsborg                    | 9   |

| Rank | Spelare                    | Klubb             | Assist |
| ---- | -------------------------- | ----------------- | ------ |
| 1    | Magnus Eriksson            | Malmö FF          | 14     |
| 2    | Stefan Ishizaki            | IF Elfsborg       | 12     |
| 3    | Martin Kayongo-Mutumba     | AIK               | 11     |
| 4    | Mattias Lindström          | Helsingborgs IF   | 9      |
| 5    | Kristian Bergström         | Åtvidabergs FF    | 8      |
| 5    | Sam Larsson                | IFK Göteborg      | 8      |
| 5    | René Makondele             | BK Häcken         | 8      |
| 5    | Martin Smedberg-Dalence    | IFK Norrköping    | 8      |
| 5    | Nabil Bahoui               | AIK               | 8      |
| 10   | Jakob Orlov                | Gefle IF          | 7      |
| 10   | Simon Lundevall            | Gefle IF          | 7      |
| 10   | Henok Goitom               | AIK               | 7      |
| 10   | Jiloan Hamad               | Malmö FF          | 7      |
| 14   | Lasse Vibe                 | IFK Göteborg      | 6      |
| 14   | Haris Radetinac            | Djurgårdens IF    | 6      |
| 14   | Mauricio Albornoz          | IF Brommapojkarna | 6      |
| 17   | Marcus Ekenberg            | Mjällby AIF       | 5      |
| 17   | Ricardinho                 | Malmö FF          | 5      |
| 17   | Isaac Thelin               | IFK Norrköping    | 5      |
| 17   | Daniel Sjölund             | Åtvidabergs FF    | 5      |
| 17   | Gunnar Heidar Thorvaldsson | IFK Norrköping    | 5      |